# Встреча с Венерой
«Встреча с Венерой» (венг. Találkozás Vénusszal) — художественный фильм 1991 года совместного производства Великобритании, США, Венгрии и Японии. Режиссёр и автор сценария (вместе с Майклом Хёрстом) — Иштван Сабо.

## Сюжет
Из разных частей Европы собираются артисты, чтобы создать оперный спектакль. Дирижёр, так же как и режиссёр фильма, имеющего международный актерский коллектив, включая Гленн Клоуз, венгр. Опера – Тангейзер Рихарда Вагнера, который действительно был поставлен Иштваном Сабо на несколько лет раньше в парижском оперном театре. Однако авторы сценария не поэтому выбрали именно эту оперу. Режиссёр, в интервью, данном перед венгерской премьерой фильма, так объяснил это:
Подведя итоги: мы попытались сделать такой фильм, в котором герои находятся в таком же положении, как певец, Тангейзер, живший веками раньше, то есть, они все живут среди сомнений, ни один из них не знает, как улаживать свою жизнь. Они все борются с идеологическим замешательством настоящей Европы и нестабильностью, они не могут решить, что делать. Однако теперь у них общая цель: создать спектакль.

## Оценка фильма критикой
Венгерская критика подчеркивала весёлый, лёгкий, непринуждённый тон фильма. После драм исторической трилогии (Мефисто, Полковник Редль, Хануссен), снятой в 80-е годы, это обозначало изменение в режиссёрской карьере Иштвана Сабо.
Фильм снимался в Венгрии, большей частью венгерской съёмочной группой. Его премьера состоялась во время Кинофестиваля в Венеции в сентябре 1990 года, а в Венгрии она состоялась 8 ноября 1991 года.

## В ролях
- Гленн Клоуз (Карин Андерсон)
- Нильс Ареструп (Золтан Санто)
- Эрланд Юзефсон (Хорхе Пикабия)
- Моску Алкалаи (Габор Жан)
- Мача Марил (Мисс Маликов)
- Йоханна Тер Стеехе (Моник Анджело)
- Маит Нахир (Мария Кравецки)
- Виктор Полетти (Стефано дел Сарто)
- Мариан Лабуда (фон Шнайдер)
- Джей О. Сандерс (Тейлор)
- Дитер Ласер (фон Биндер)
- Мария де Медейруш (Ивон)
- Илдико Баншаги (Яна)
- Доротья Удварош (Эдит)

## Интересные факты
Имя и фамилия режиссёра переводятся как Степан Портной. В качестве шутки в фильме появляется несколько человек, имена и фамилии которых являются переводом этого имени и фамилии на другие языки: Stefan Schneider, Steve Taylor, Stefano Sarto (три певца), к слову «портной» относятся также фамилии Etienne Tailleur (заведующий постановочной частью) и Maria Krawiecki.